# Tetracanthagyna plagiata
Tetracanthagyna plagiata is een echte libel uit de familie van de glazenmakers (Aeshnidae).
De wetenschappelijke naam van de soort werd in 1877 als Gynacantha plagiata gepubliceerd door Charles Owen Waterhouse.